# Norbert Glas
Norbert Glas (* 28. Januar 1897 in Wien; † 30. März 1986 in Whaddon bei Stroud, Vereinigtes Königreich) war ein österreichischer Arzt und Anthroposoph.

## Leben und Werk
Norbert Glas wuchs in einer jüdischen Familie in Wien auf. Er studierte dort Medizin, unterbrochen vom Ersten Weltkrieg, wo er als Soldat nach Russland, später in albanische Gefangenschaft kam und an Typhus erkrankte. Nach seiner Genesung setzte er das Studium an der Universität Wien fort, wo er Eugen Kolisko und mit ihm der Anthroposophie begegnete. Er heiratete die Ärztin Maria Deutsch; sie bekamen drei Kinder.
1920 lernte er bei der Eröffnungsfeier des ersten Goetheanum Rudolf Steiner und Ita Wegman persönlich kennen. 1921 nahm er am zweiten Ärztekurs in Dornach teil. 1923 wurde er in den Vorstand der Anthroposophischen Gesellschaft in Österreich gewählt. Von 1928 bis 1938 leitete er die mit dem Klinisch-Therapeutischen Institut Wegmans zusammenarbeitende Heilanstalt in Gnadenwald bei Innsbruck. Als er im Zuge des „Anschlusses“ Österreich verließ, übernahmen Margarethe und Rudolf Hauschka die Leitung der Anstalt bis zu deren Schließung 1941.
Glas wanderte mit seiner Familie nach England aus und lebte seit 1940 nahe bei Stroud. Dort war er Schularzt einer 1938 gegründeten Waldorfschule und baute eine eigene Arztpraxis auf, die er bis zu seinem Tod führte. Dazu leitete er eine kleine Privatklinik und später ein Altenheim.
Neben seiner ärztlichen Tätigkeit forschte er im Bereich der anthroposophischen Krebstherapie und verfasste zahlreiche Bücher in englischer und deutscher Sprache, besonders über Themen der menschlichen Biografie sowie der Physiognomik.

## Werke (auf Deutsch)
- Die Formensprache des Gesichtes. Neue Wege zu einer Physiognomik des Menschen. Weidmann, Wien 1935
- Kinderkrankheiten als Entwicklungsstufen. Weidmann, Wien 1937
- Lebensalter des Menschen. 3 Bände. Arbeitsgemeinschaft anthroposophischer Ärzte, Stuttgart 1954ff:
  - Band 1: Frühe Kindheit. Ein Führer für alle, die an der Entwicklung kleiner Kinder interessiert sind, 1954; 4. A. Mellinger, Stuttgart 1985, ISBN 3-88069-157-6
  - Band 2: Jugendzeit und mittleres Lebensalter. Wege und Hemmnisse. Betrachtungen und Ratschläge eines Arztes, 1960; 3. A. Mellinger, Stuttgart 1990, ISBN 3-88069-158-4
  - Band 3: Lichtvolles Alter. Ein Wegweiser für jüngere und ältere Menschen. Arbeitsgemeinschaft anthroposophischer Ärzte, Stuttgart 1956; 5. A. Mellinger, Stuttgart 1992, ISBN 3-88069-159-2
- Gefährdung und Heilung der Sinne. Arbeitsgemeinschaft anthroposophischer Ärzte, Stuttgart 1958; 4. A. Mellinger, Stuttgart 1994, ISBN 3-88069-160-6
- Physiognomik, 8 Bände, Stuttgart 1961ff:
  - Band 1: Der Antlitz offenbart den Menschen. Eine geistgemäße Physiognomik. Arbeitsgemeinschaft anthroposophischer Ärzte, Stuttgart 1961; 6. A. Mellinger, Stuttgart 1992, ISBN 3-88069-135-5
  - Band 2: Der Antlitz offenbart den Menschen. Die Temperamente. Arbeitsgemeinschaft anthroposophischer Ärzte, Stuttgart 1963; 4. A. Mellinger, Stuttgart 1990, ISBN 3-88069-170-3
  - Band 3: Die Hände offenbaren den Menschen. Mellinger, Stuttgart 1966; 4. A. ebd. 1994, ISBN 3-88069-026-X
  - Band 4: Die Füße offenbaren menschlichen Willen. Mellinger, Stuttgart 1972; 2. A. ebd. 1982, ISBN 3-88069-129-0
  - Band 5: Die Haare des Menschen. Mellinger, Stuttgart 1979, ISBN 3-88069-011-1
  - Band 6: Zur Physiognomik von Gang und Haltung des Menschen. Mellinger, Stuttgart 1981, ISBN 3-88069-067-7
  - Band 7: Mimik. Das bewegte Antlitz. Mellinger, Stuttgart 1985, ISBN 3-88069-042-1
  - Band 8: Menschenfeindliche Kräfte im Antlitz. Mellinger, Stuttgart 1987, ISBN 3-88069-224-6
- Byrons Schicksalsrätsel. Freies Geistesleben (Anregungen zur anthroposophischen Arbeit 2), Stuttgart 1962
- Henry Stanley. Schicksals-Forderung und Schicksals-Erfüllung im Leben eines Forschers. Mellinger, Stuttgart 1964; 2. A. ebd. 1986, ISBN 3-88069-025-1
- Ferdinand Raimund. Sein Leben und sein Schicksal. Mellinger, Stuttgart 1974, ISBN 3-88069-201-7
- Im Zeichen des Saturn. Victor Hugo, Leben und Gestalt. Mellinger, Stuttgart 1975, ISBN 3-88069-205-X
- Amos Comenius. Philosoph und Pädagoge des Arabismus. Mellinger, Stuttgart 1976, ISBN 3-88069-210-6
- Nero. Das Böse und seine Läuterung. Mellinger, Stuttgart 1978, ISBN 3-88069-211-4
- Schicksalsmotive im dramatischen Schaffen Ibsens. Philosophisch-Anthroposophischer Verlag, Dornach 1981, ISBN 3-7235-0221-0
- Geistige Urgründe körperlicher Krankheiten, dargestellt am Leben berühmter Persönlichkeiten. Mellinger, Stuttgart 1986, ISBN 3-88069-072-3
- Erinnerungen an Rudolf Steiner und unveröffentlichte Beiträge aus dem Nachlass, hrsg. v. Thomas Meyer. Perseus, Basel 2001, ISBN 3-907564-57-X
- Ignatius von Loyola und Emanuel Swedenborg. Eine karmische Betrachtung. Mit einem Nachwort von Thomas Meyer. Perseus, Basel 2005, ISBN 3-907564-41-3
- Die „erste“ und die „letzte“ Liebe im Menschenleben und ihre geistige Bedeutung. Perseus, Basel 2005, ISBN 3-907564-44-8
- August Strindberg (1849–1912). Wiederverkörperung – Schicksal – Krankheit an einem historischen Beispiel dargestellt. Mit den Erinnerungen von Carl Ludwig Schleich. Perseus, Basel 2007, ISBN 3-907564-46-4